# Hualapai-reservatet
Hualapai-reservatet er et indianerreservat med hovedsæde i byen Peach Springs, Arizona, USA.
Placering: 328 km nordvest for Phoenix i Yavapai County, Coconino County og Mohave County, 183 km langs med Colorado River og Grand Canyon.
Stamme: Hualapai (stammen er kendt som "People of the Tall Pine"). Kendt for: Kurvevævning, dukker.
Reservatets hovedkontor er i Peach Springs på den historiske hovedvej 66 (US Route 66 også kaldt "Mother Road"). Reservatet er genvejen til Grand Canyon West.